# Argyrodes miniaceus
Argyrodes miniaceus es una especie de araña de telaraña irregular del género Argyrodes, de la familia Theridiidae, orden Araneae. Fue descrita por Doleschall en 1857.
Se distribuye por la India y Corea y desde Japón hasta Australia. Fue publicada en Bijdrage tot de kennis der Arachniden van den Indischen Archipel. Natuurkundig Tijdschrift Voor Nederlandsch-Indie 13: 339-434, Pl. 1-, 2.